# Mesochorus dimidiator
Mesochorus dimidiator är en stekelart som beskrevs av Aubert 1970. Mesochorus dimidiator ingår i släktet Mesochorus och familjen brokparasitsteklar. Arten är reproducerande i Sverige. Inga underarter finns listade i Catalogue of Life.